# William R. Newman

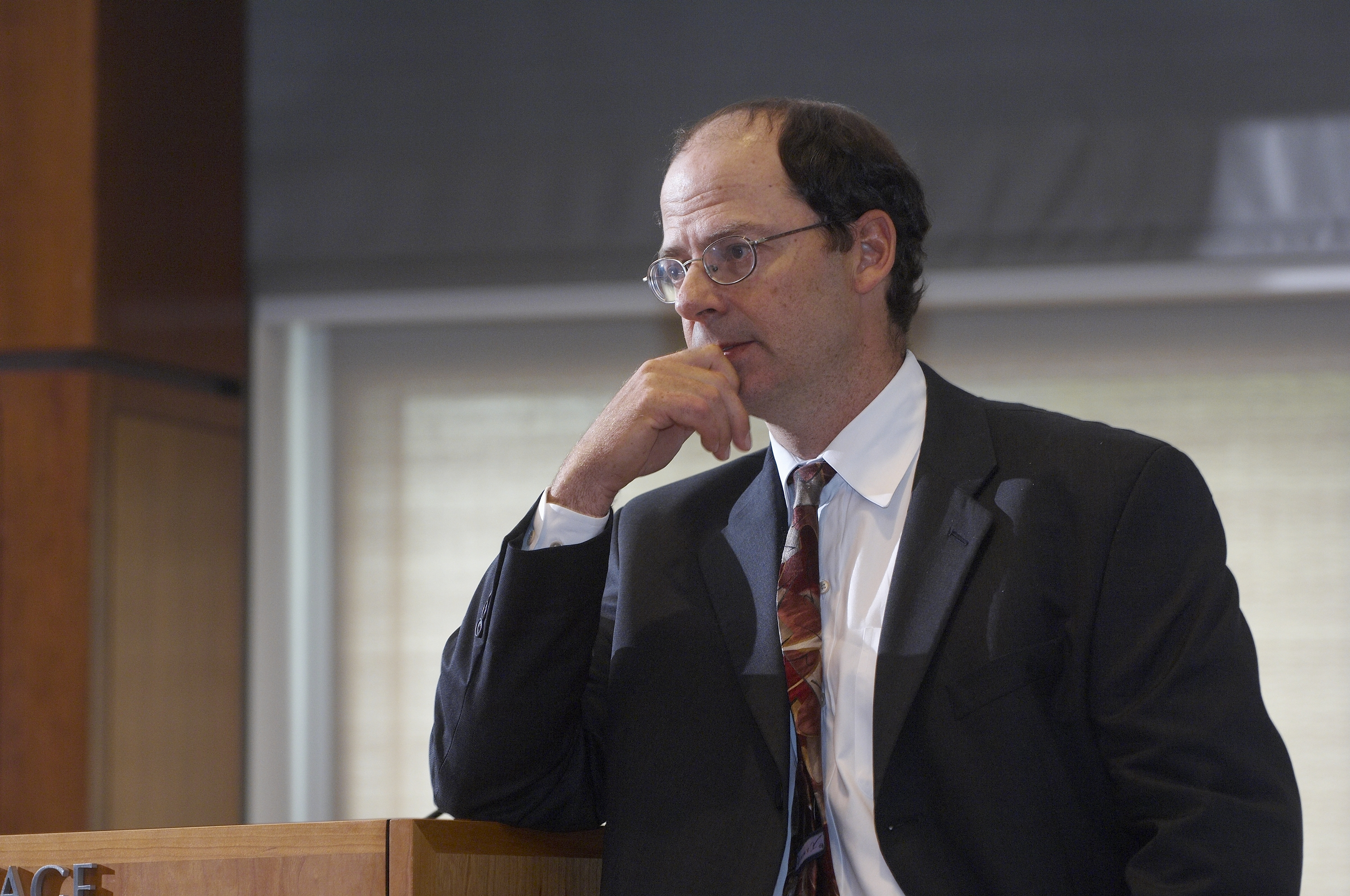
William R. Newman

William Royall Newman (* 13. März 1955) ist ein US-amerikanischer Wissenschaftshistoriker speziell der Alchemie und der frühen Chemie.

## Werdegang
Nach dem Bachelor-Abschluss in Wissenschaftsgeschichte an der University of North Carolina at Greensboro wurde er 1986 an der Harvard University bei John E. Murdoch promoviert. In dieser Zeit war er auch bei Robert Halleux an der Universität Lüttich. Danach lehrte er am Stonehill College, war Tutor in der Abteilung Wissenschaftsgeschichte an der Harvard University und ab 1996 Professor an der Indiana University. Er war als Gastwissenschaftler am Dibner Institute.
Er ist besonders bekannt für die Untersuchung des Corpus von Schriften, die dem arabischen Alchemisten Dschābir ibn Hayyān (Geber) zugeschrieben werden und der Herausarbeitung der dazu unabhängigen Stellung des lateinischen Pseudo-Geber, dessen im Mittelalter einflussreiche Summa Perfectionis er in einer kritischen Werkausgabe herausgab.  Ein weiterer Schwerpunkt ist die Alchemie der frühen Neuzeit, zum Beispiel George Starkey, einem Londoner Alchemisten mit Herkunft aus Neuengland, der 1646 in Harvard promoviert wurde, und dessen Identifizierung mit Irenäus Philalethes. Mit Lawrence M. Principe veröffentlichte er die Laborbücher von Starkey und untersuchte dessen Verhältnis zu Robert Boyle, wobei sie für eine stärkere Berücksichtigung von Starkey gegenüber Boyle in der Geschichte der Anfänge der modernen Chemie eintreten. Sie treten in Bezug auf die frühe Chemie und deren unscharfe Abgrenzung zur Alchemie, die außerdem vielfach schon im 18. Jahrhundert als abwertende Kennzeichnung gebraucht wurde,  für die Bezeichnung Chymistry ein. Weiter befasste sich Newman mit atomistischen Ideen, die aus der Alchemie in die frühen Naturwissenschaften drangen (wie der Korpuskulartheorie von Pseudo-Geber, Einfluss der Neuinterpretation der Tabula Smaragdina durch Johannes Trithemius auf Sendivogius Lehre vom durch die Luft übertragenen philosophischen Salz).
1982 erhielt er den J.R. Partington Prize der Society for the History of Alchemy and Chemistry, 1989 den Alexandre Koyré Prize der International Academy of the History of Science, 2005 mit Lawrence M. Principe den Pfizer Prize der History of Science Society (für Alchemy tried in fire über Starkey und Boyle) und 2013 den HIST Award der American Chemical Society.
Er ist mit Principe Betreuer eines Online-Projekts zur Alchemie von Isaac Newton (The Chymistry of Isaac Newton), das zum Ziel hat dessen Laborbücher öffentlich zugänglich zu machen.
Seit 2005 korrespondierendes Mitglied der International Academy of the History of Science, wurde er 2015 zum Vollmitglied (Membre Effectif) gewählt. Er war außerdem Guggenheim Fellow.

## Schriften
Bücher:
- Atoms and Alchemy: Chymistry and the Experimental Origins of the Scientific Revolution, Chicago: University of Chicago Press, 2006
- Herausgeber mit Lawrence M. Principe: George Starkey: Alchemical Laboratory Notebooks and Correspondence, Chicago: University of Chicago Press 2004
- Promethean Ambitions: Alchemy and the Quest to Perfect Nature, Chicago: University of Chicago Press, 2004
- mit Lawrence M. Principe: Alchemy Tried in the Fire: Starkey, Boyle, and the Fate of Helmontian Chymistry, Chicago: University of Chicago Press, 2002
- Beiträge in Claus Priesner, Karin Figala: Alchemie. Lexikon einer hermetischen Wissenschaft, Beck 1998
- Newton the alchemist, Princeton University Press 2018

Als Herausgeber:
- Herausgeber mit Anthony Grafton: Secrets of Nature: Astrology and Alchemy in Early Modern Europe, MIT Press, 2001
- Herausgeber mit Christoph Lüthy, John E. Murdoch: Late Medieval and Early Modern Corpuscular Matter Theories, Leiden: E. J. Brill, 2001
- Gehennical Fire: The Lives of George Starkey, An American Alchemist in the Scientific Revolution, Harvard University Press 1994, Chicago: University of Chicago Press, 2003
- Herausgeber mit Edith Dudley Sylla: Evidence and Interpretation: Studies on Early Science and Medicine in Honor of John E. Murdoch, Leiden: Brill 2009
- Herausgeber mit Bernadette Bensaude-Vincent: The Artificial and The Natural: An Evolving Polarity, MIT Press 2007
- Herausgeber: The ‚Summa perfectionis‘ of Pseudo-Geber. A critical edition, translation and study., E. J. Brill, Leiden/New York/Kopenhagen/Köln 1991

Einige Aufsätze:
- New Light on the Identity of Geber, Sudhoffs Archiv für die Geschichte der Medizin und der Naturwissenschaften, Band 69, 1985, S. 76–90
- The Genesis of the Summa perfectionis, Archives internationales d’histoire des sciences, Band 35, 1985, S. 240–302.
- mit L. M. Principe: Alchemy vs. Chemistry: The Etymological Origins of a Historiographic Mistake, Early Science and Medicine, Band 3, 1998, S. 32–65
- Some Problems with the Historiography of Alchemy, in Newman, Grafton (Hrsg.), Secrets of Nature: Astrology and Alchemy in Early Modern Europe,  MIT Press, 2001, S. 385–431.
- The Significance of „Chymical Atomism“, in Sylla, Newman (Hrsg.): Evidence and Interpretation: Studies on Early Science and Medicine in Honor of John E. Murdoch, Leiden: Brill, 2009, S. 248–264.